# Tradició
|  | Aquest article tracta sobre Tradició com a coneixements, costums o creences que es transmeten. Si cerqueu Tradició en dret civil, vegeu «Tradició (dret civil)». |

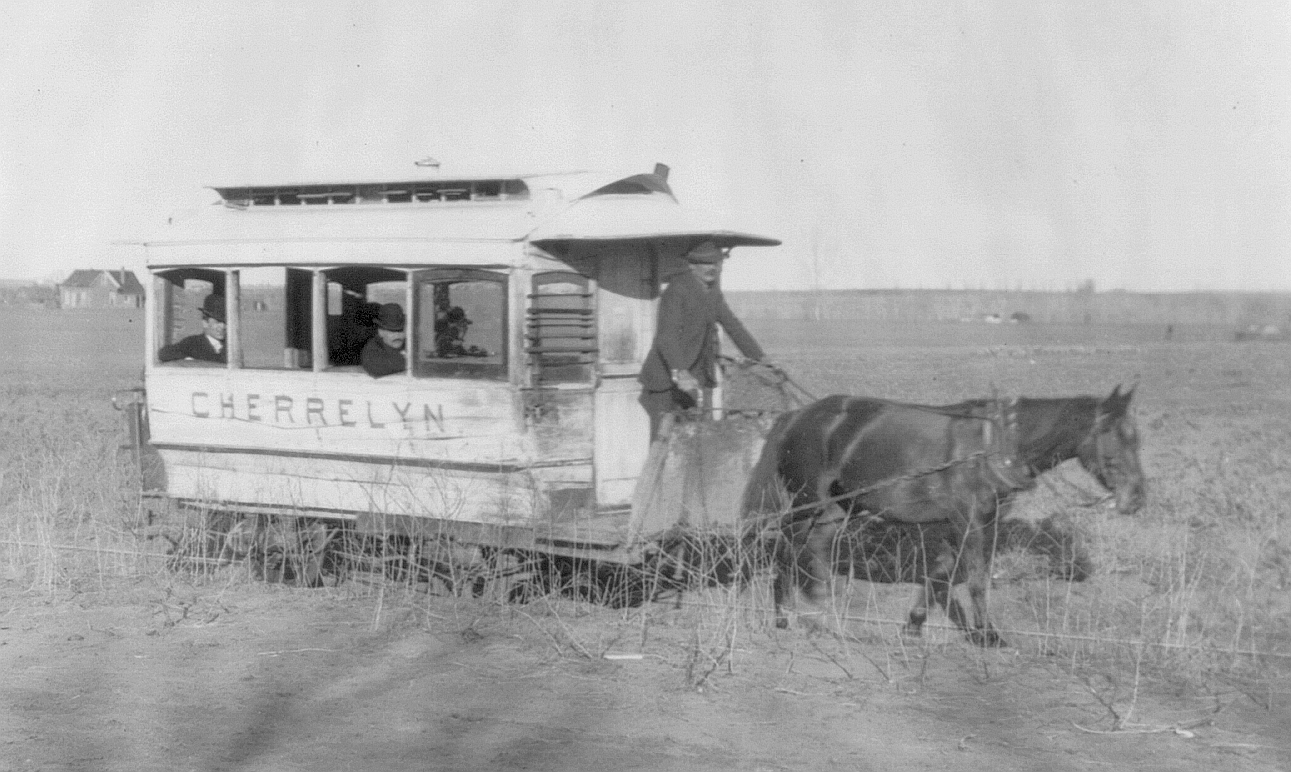
Per tradició, encara es parla informalment de cavalls de vapor per mesurar la potència dels motors dels vehicles actuals, tot i que ja no es moguin amb tracció animal ni amb màquines de vapor.

La tradició és el conjunt de coneixements, costums i creences que es transmeten de generació en generació per considerar-se d'alt valor per a la pròpia cultura. En un sentit laxe, es pot considerar tradició qualsevol esdeveniment repetit al llarg del temps, com una festa o aspectes de protocol. Tota tradició és inventada. Les recopilacions són subjectives en el que es tria i en com es mostra.
La tradició es pot transmetre verbalment, a partir de relats i normes ensenyades als infants, o bé a partir d'actes comunitaris d'elevat simbolisme. La tradició en la tècnica, la tecnologia i l'art, així com en altres camps empírics i basts en l'experiència, es basa en l'acció conjunta, i pot incloure mestres o mares o àvies o fer-se de manera horitzontal, d'igual a igual en experiència i prestigi. És particularment important a l'arquitectura, la gastronomia, la dansa, les arts decoratives, la caça i de la pesca, el ioga, la jardineria i l'agricultura, l'elaboració de vi i la de cervesa, i molts altres camps.
Existeixen diferents tipus de tradicions, com la tradició oral, l'escrita, la literària, la històrica, la filosòfica, la ideològica, la de valors, la política (de govern propi o la de recel envers el poder central, per exemple), la industrial, la cultural o la folklòrica. La tradició pot no constar d'una codificació escrita (vegeu norma no escrita) i és anònima. Una tradició pot ser popular o erudita. També pot ser local o remota, com per exemple la dels trobadors catalans i occitans invocada per Rubiols i els seus seguidors.

## Etimologia

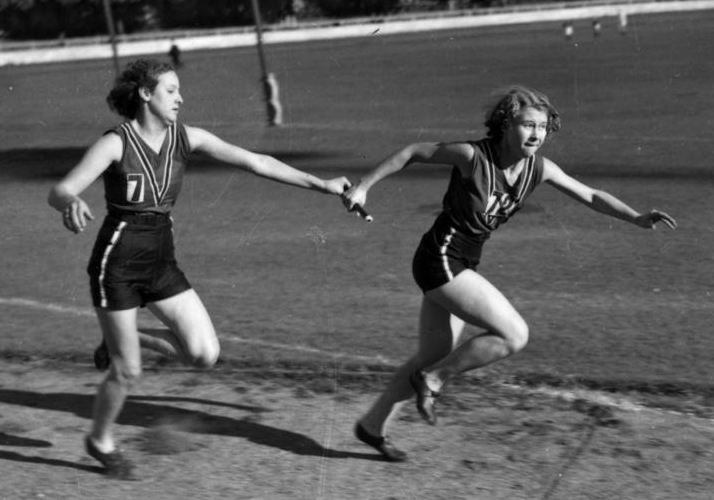
El mot llatí tradere significa "entregar"

El mot en català "tradició" prové del llatí tradere, que significa "entregar". Segons el diccionari català-valencià-balear, el mot és pres del llatí traditiōne, que ja tenia el mateix significat. Alguns autors afirmen que l'arrel traditio ja evoca la idea de transmetre, concretament l'acte de transmetre, mentre que el significat actual de "tradició" posa més èmfasi en el contingut que es transmet que no pas a l'acte o al fet que hi hagi una transmissió.
La tradició transmet alguna cosa del passat que al present és rebuda com una herència. Implica, doncs, l'existència d'almenys dues persones. La persona o les persones que la reben tenen també un paper actiu, ja que no la rebutgen sinó que li donen un valor, l'accepten i li reconeixen el caràcter de "tradició". És a dir, que el que es transmet és cultural i subjectiu. Perquè sigui tradició cal també que perduri a la mortalitat de la transmissora. Una tradició, en aquest paper d'herència del passat, consolida el vincle comunitari o la identitat d'un grup d'individus al llarg del temps. Per això, una tradició no només s'inscriu en una societat i cultura, en un grup de població, sinó també en un període, una temporalitat, un devenir.

## Invenció de la tradició

La tradició dels estampats escocesos propis de cada clan, que apareix per exemple a pel·lícules ambientades en èpoques passades i pot semblar més antiga, va néixer al segle XIX

La invenció de la tradició és un concepte que es pot utilitzar per comprendre les utilitzacions ideològiques del passat i els usos polítics de la memòria i la commemoració. Popularitzada per Eric Hobsbawm i Terence Ranger, proposa que moltes de les tradicions que poden semblar o que pretesament són antigues, en realitat s'han forjat recentment, sovint com a resposta a una nova situació o un temps de crisi. Tenen un bagatge simbòlic i miren d'obtenir una certa legitimitat pel fet de venir des del passat. La cultura, per oposició a la natura és un artifici en la mesura que és artificial. Tant la tradició com el patrimoni són construccions socials elaborades selectivament a partir de la invenció i l'oblit, de la jerarquia i del consens, amb pretensió de connaturalitat.

## Construcció d'una tradició

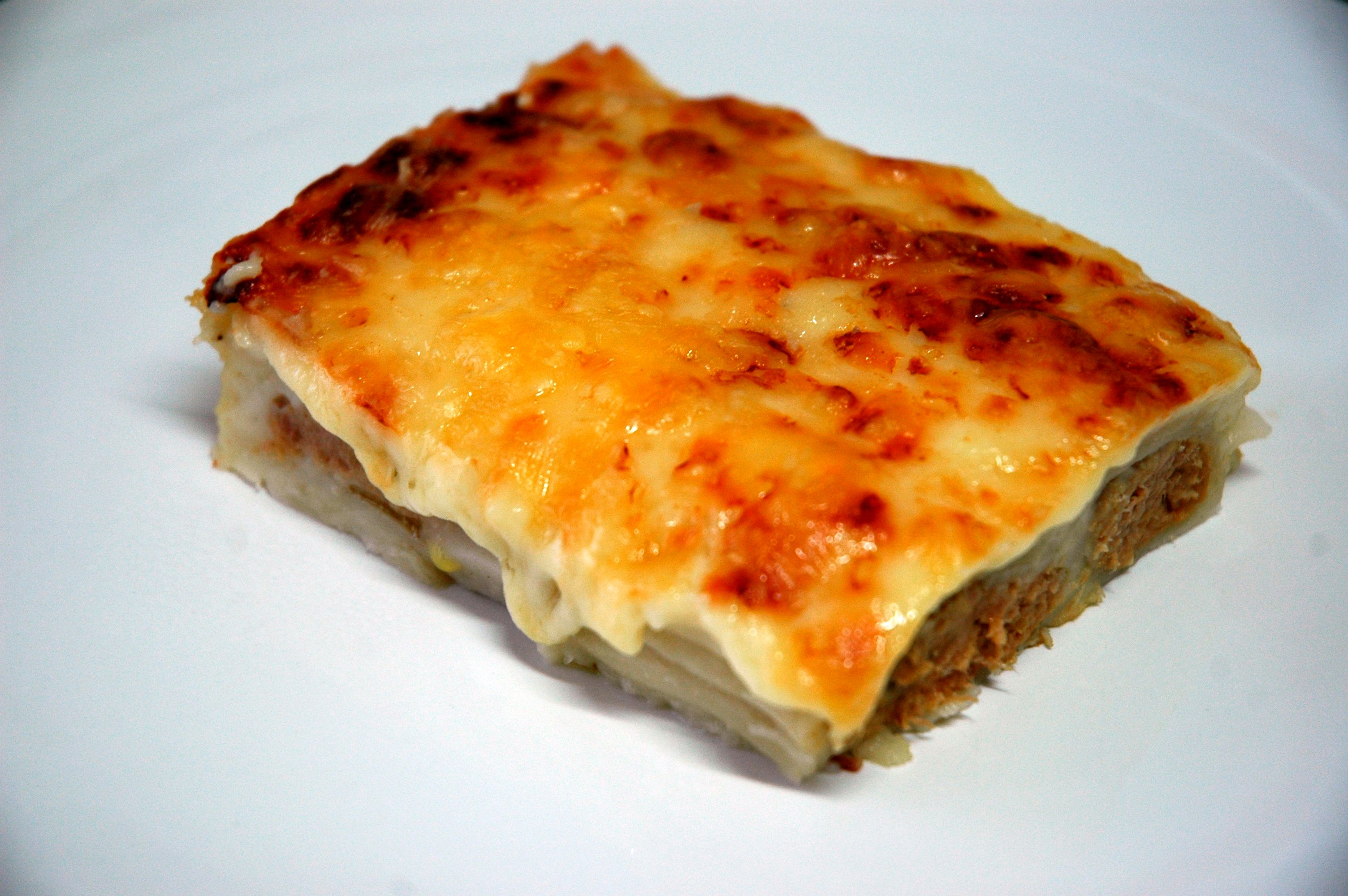
Els tradicionals canelons de Sant Esteve es fan amb carn rostida als països catalanoparlants

Per autors com, per exemple, Carles Batlle, tota tradició és, per definició, una tradició inventada. Implica una visió del passat i una del futur. El seu establiment té a veure amb una ideologia i una cultura, per tant poden contribuir a fer que certs privilegis i injustícies siguin percebuts com a naturals, poden alimentar actituds fonamentalistes i ajudar a legitimitzar oligarquies, per exemple. S'usa per tenir models als quals poder-se identificar o almenys reconéixer-hi, per continuar, per revisar o per transgredir. La tradició pot ser generadora de creativitat i ja només el fet de reconéixer una tradició pot generar inquietud creativa.
La creació de la tradició consisteix en un conjunt de relacions recíproques per mitjà de les quals la història s'escriu i es reescriu. Sigui nova o antiga, una tradició ho és depenent de que alguna persona en vulgui ser receptora, la consideri tradició (en cas contrari, no serà res) i la perpetuï. Cal almenys una persona que la proposi però un consens per la majoria del grup, que pot acceptar la decisió per diferents motius, com per exemple, raonament, impacte emocional, obligació per la força i la violència, per estimació d'algú que ho segueix o proposa, per diners o interès econòmic, per hàbit o costum. De vegades s'ha usat per a apropiar-se de tot allò que és popular. Una tradició popular pot ser valorada perquè el seu capital simbòlic representi la veu col·lectiva d'estaments populars, i també pot voler ser controlada institucionalment, "domesticada".
Una tradició pot ser progressivament potenciada o bé marginada. Pot considerar-se legítima o manipulada i corrompuda i, independentment d'això, pot ser usada en benefici propi. Pot ser reformada i pot evolucionar de manera conscient o inconscient, voluntària o involuntària, alhora que evoluciona un grup o societat. També pot ser rescatada, en una actitud nostàlgica o interessada. Pot ser elogiada o vituperada per ser quelcom que es perd amb la modernitat. Per exemple, a la il·lustració, l'autoritat de la raó natural condemnava la tradició.

## Tradició a l'art i la cultura

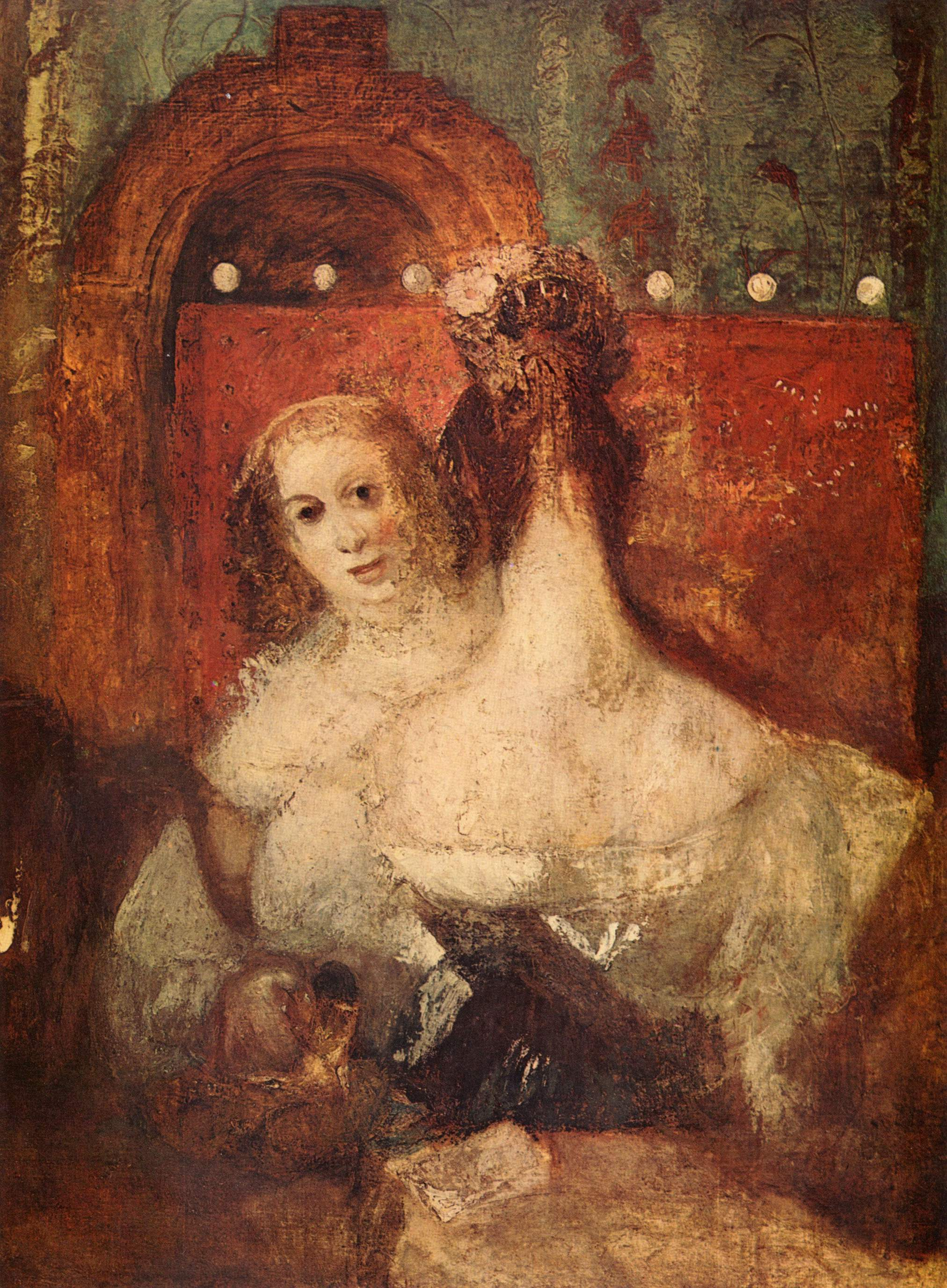
El romanticisme és un exemple de moviment que va voler trencar els valors estètics tradicionals. Alguns autors polèmics o no legitimats a la seva època, amb el temps han esdevingut part de la tradició cultural occidental.

La cultura occidental és humanista. Aquesta cultura és normativa, o canònica, amb una tendència a idealitzar les obres i la bellesa en funció d'unes normes, o cànons estètics, basades en la tradició. Es caracteritza també pel seu alt grau d'exigència en jutjar la qualitat d'una creació artística o cultural, comparant-la amb aquests ideals. Així, només el pas del temps permet que pugui ser reconeguda, valorada i admesa dins de la tradició.
Una conseqüència n'és que no totes les persones poden estar en disposició de reconèixer els valors i gaudir de les obres considerades més importants, establint-se d'aquesta manera una jerarquia entre persones "cultes" i les que no ho són. Alguns moviments consideren que la cultura és fràgil i vulnerable, i que la tradició n'és un tresor heretat. Dins d'aquests grups n'hi ha que entenen que una manera de protegir la cultura és la difusió de la tradició cultural de manera massiva a través de les generacions, per exemple mitjançant les escoles i centres educatius.
D'altra banda, paradoxalment, cal tenir present que a Europa la cultura popular es relaciona també amb la tradició, popular, en aquest cas, i el folklore. Aquesta cultura popular està idealitzada i, juntament amb la concepció tradicionalista que se'n té, produeix una forta incapacitat per reconèixer el valor del llegat cultural i recuperar la tradició.

## Seguir, modificar o oblidar una tradició
La tradició representa una autoritat, però no cal seguir-la sempre cegament. Una vegada coneguda una tradició, sigui científica, tècnica, estètica o de qualsevol altra mena, hi ha diversos comportaments i actituds alternatives, tant a nivell individual, personal, com col·lectiu, d'una comunitat. En cada cas, i en qualsevol moment, es pot seguir amb la tradició, sense qüestionar-la o havent-ho fet, tal qual i indefinidament. Això en algun moment pot presentar conflictes basats en el fet que la persona o comunitat evolucioni i aquesta tradició no.
No permetre evolucionar a la persona o comunitat, a causa de la tradició, també causa conflictes i, finalment, si es decideix fer evolucionar la tradició, també, pot ser pres com una heretgia i una traïció, les persones més puristes o conservadores poden no estar d'acord amb les més trencadores o innovadores, altres persones voldran modificacions encara més radicals i fins i tot hi ha l'opció de deixar de costat la tradició.

## Tradicions i costums

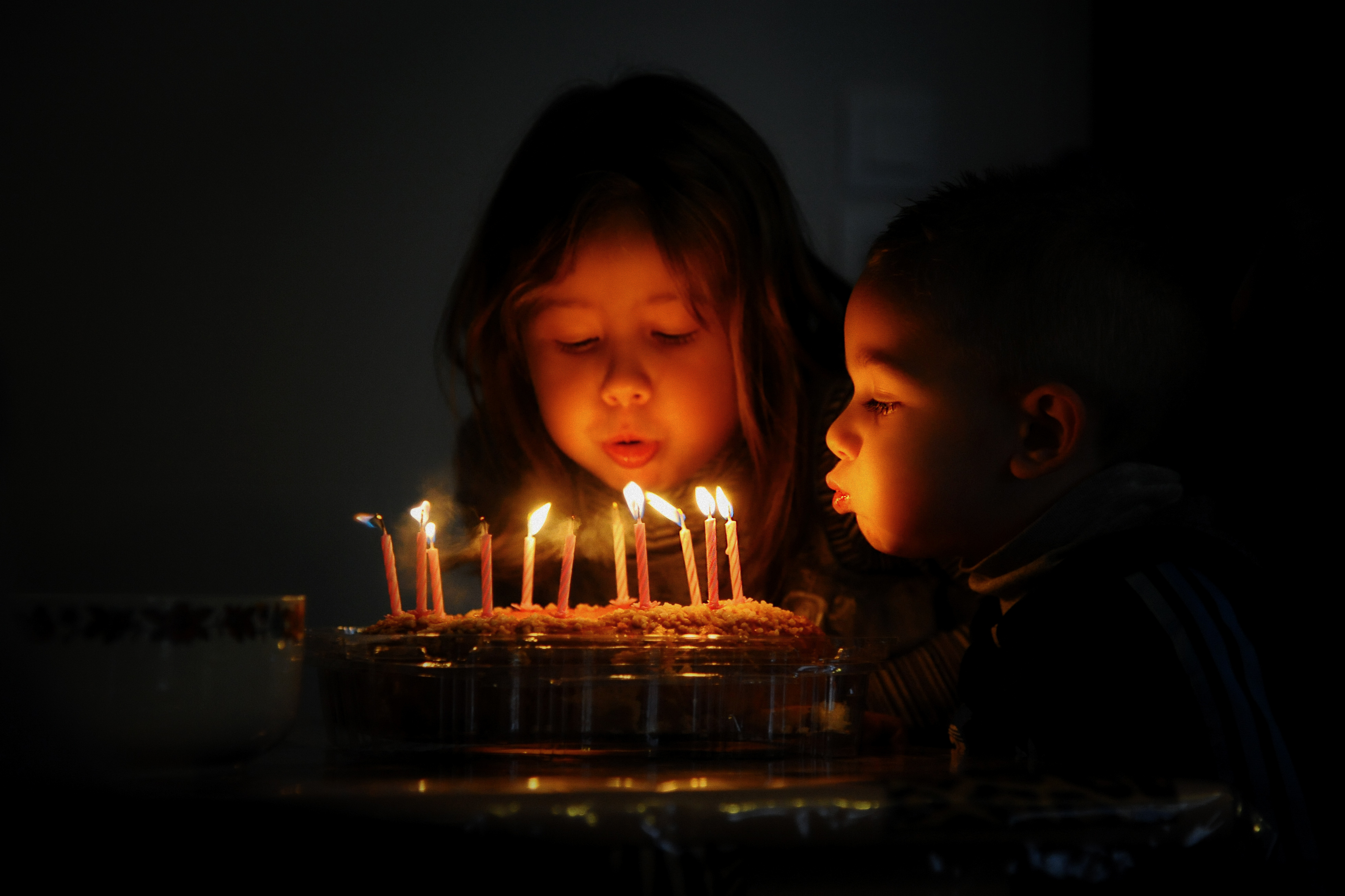
La tradició de celebrar els aniversaris de naixement de persones estimades pot estar associada o no al costum de fer regals

Les tradicions i els costums estan estretament lligats, i sovint les diferències es desdibuixen. Totes dues afecten grups poblacionals i es transmeten al llarg del temps. Un costum, una manera comunament acceptada de comportar-se o fer alguna cosa, ho és en l'àmbit d'una població, d'una regió o d'un altre grup geogràfic formal i establert, en tant que una tradició es relaciona més amb la transmissió de costums o creences d'aquestes, famílies, grups o pobles, passant de generació en generació.
Les tradicions són ideologies, pensaments, simbologies i actituds emocionals que envolten l'aplicació concreta dels costums en els fets, un tipus particular de comportament, una manera de pensar el món o un mateix, una manera de veure els altres o interpretar la realitat. Els costums són pràctiques concretes que reprodueixen i conserven els mateixos comportaments i hàbits antics d'un grup. En comparació amb les tradicions, els costums impliquen formes de comportament relativament menors, tot i que el límit que separa costum i tradició no sempre és fàcil de discernir. Els estudis acadèmics de la tradició contradiuen la suposició que sovint es dona per feta com el valor i l'antiguitat, de fet algunes tradicions poden tenir arrels antigues, però poques vegades alguna pràctica es manté fixa. Els temps les canvien i les tradicions desapareixen o es transformen significativament. Fins i tot la invenció de la tradició és un segell distintiu de la innovació històrica recent, la nació, amb els seus fenòmens associats: el nacionalisme, l'estat nació, els símbols nacionals, són conceptes relativament moderns i sovint s'aprofiten o s'afirmen amb arrelaments antics.

## Dimensió estàtica de les tradicions
Des del punt de vista sociològic i antropològic, les tradicions s'emmarquen en la dimensió de l'estàtica social, entesa com a continuïtat i substancialitat d'una societat. Aquesta no s'improvisa, hi ha una història, unes tradicions i costums, una llengua que conformen un marc o rituals del grup de caràcter immaterial i simbòlic. Una societat que no tingui estàtica es consideraria irrellevant. Alhora també, i especialment les societats contemporànies han de tenir la dimensió dinàmica, de caràcter material (producció, consum), que pugui evolucionar integrant noves tecnologies i modes. Els grups humans que no comparteixen tradicions o relats són els anomenats agregats socials. S'ha teoritzat sobre el control de les societats mitjançant els mitjans de comunicació de masses i la conversió de grups en agregats, el que s'anomena multituds, formats per subjectes socials fonamentalment passius.